# Relais 4 × 400 mètres masculin aux Jeux olympiques d'été de 1992
Navigation
Séoul 1988 Atlanta 1996
L'épreuve du relais 4 × 400 mètres masculin aux Jeux olympiques de 1992 s'est déroulée les 7 et 8 août 1992 au Stade olympique de Montjuic de Barcelone, en Espagne.  Elle est remportée par l'équipe des États-Unis (Andrew Valmon, Quincy Watts, Michael Johnson et Steve Lewis) qui établit en finale un nouveau record du monde en 2 min 55 s 74.

## Résultats

### Finale
| Rang               | Athlètes                                                                         | Pays              | Temps         | Notes |
| ------------------ | -------------------------------------------------------------------------------- | ----------------- | ------------- | ----- |
| Médaille d'or      | Andrew Valmon Quincy Watts Michael Johnson Steve Lewis                           | États-Unis        | 2 min 55 s 74 | WR    |
| Médaille d'argent  | Lazaro Martinez Despaigne Hector Herrera Ortiz Norberto Tellez Roberto Hernández | Cuba              | 2 min 59 s 51 |       |
| Médaille de bronze | Roger Black David Grindley Kriss Akabusi John Regis                              | Grande-Bretagne   | 2 min 59 s 73 |       |
| 4                  | Robson da Silva Ediélson Rocha Tenório Sergio de Menezes Sidney Telles           | Brésil            | 3 min 01 s 61 |       |
| 5                  | Udeme Ekpeyong Emmanuel Okoli Hassan Bosso Sunday Bada                           | Nigeria           | 3 min 01 s 71 |       |
| 6                  | Alessandro Aimar Marco Vaccari Fabio Grossi Andrea Nuti                          | Italie            | 3 min 02 s 18 |       |
| 7                  | Alvin Daniel Patrick Delice Neil de Silva Ian Morris                             | Trinité-et-Tobago | 3 min 03 s 31 |       |
| 8                  | Samson Kitur Abednego Matilu Simeon Kipkemboi Simon Kemboi                       | Kenya             | DNF           |       |

## Légende
Records et Performances
- AR : Record continental (area record)
- CR : Record des championnats (championship record)
- MR : Record du meeting (meet record)
- NR : Record national (national record)
- OR : Record olympique (olympic record)
- PR : Record paralympique (paralympic record)
- PB : Record personnel (personal best)
- SB : Meilleure performance personnelle de la saison (season's best)
- WL : Meilleure performance mondiale de l'année (world leader)
- WJR : Record du monde junior (world junior record)
- WR : Record du monde (world record)

Circonstances et Conditions
- DNF : N'a pas terminé (did not finish)
- DNS : N'a pas pris le départ (did not start)
- DQ : Disqualification (disqualification)
- NM : Aucun essai valable enregistré (No Mark)
- Q : Qualifié « directement » au prochain tour (ou à la prochaine compétition), lors d'une compétition majeure, grâce au classement ou à la réalisation des minima (automatic qualifier)
- q : Qualifié au prochain tour (ou à la prochaine compétition), lors d'une compétition majeure, grâce au repêchage ou à la réalisation de l'une des meilleures performances parmi celles des « non qualifiés directement » (grâce au meilleur temps ou à la meilleure distance par exemple) (secondary qualifier)